# Ustawa o Saskatchewanie
Ustawa o Saskatchewanie – akt prawny uchwalony przez Parlament Kanady powołujący prowincję Saskatchewan. The Saskatchewan Act, pełna nazwa An Act to establish and provide for the Government of the Province of Saskatchewan, został zatwierdzony podpisem króla Edwarda VII 20 czerwca 1905 i wszedł w życie 1 sierpnia 1905.
Ustawa zawierała 25 paragrafów ustalających i postanawiających:
1. Skrócona nazwa ustawy – the Saskatchewan Act.
2. Fizyczne granice terytorium prowincji.
3. Wszystkie paragrafy Ustawy o Ameryce Brytyjskiej z 1867 odnoszą się także do Saskatchewan, z wyjątkiem zakwestionowanych w innych paragrafach poniżej.
4. Cztery miejsca w Senacie Parlamentu Kanady.
5. Reprezentacja prowincji w Izbie Gmin Parlamentu Kanady pozostanie niezmieniona do czasu pierwszych wyborów.
6. Reprezentacja w Izbie Gmin zostanie ustalona na podstawie liczby ludności, po pierwszym spisie powszechnym zgodnie z §51 Ustawy o Ameryce Brytyjskiej.
7. Ordynacja wyborcza Terytoriów Północno-Zachodnich ma obowiązywać w prowincji, do czasu gdy zostanie zmieniona przez Parlament Kanady.
8. Gubernator porucznik ustali liczbę i skład rady wykonawczej.
9. Stolica prowincji zostaje umieszczona w Regina.
10. Uprawnienia gubernatora porucznika Terytoriów Północno-Zachodnich pozostają identyczne jak prowincji Alberta.
11. Gubernator porucznik ma utworzyć wielką pieczęć prowincjonalną.
12. Utworzenie prowincjonalnego zgromadzenia legislacyjnego mającego się nazywać Legislative Assembly of Saskatchewan.
13. Początkowo w zgromadzeniu legislacyjnym ma zasiadać 25 deputowanych wybieranych w 25 okręgach wyborczych definiowanych w załączniku do ustawy.
14. Obecne prawa obowiązujące Terytoriów Północno-Zachodnich pozostają w mocy.
15. Pierwsze wybory mają się odbyć w ciągu sześciu miesięcy od czasu wejścia w życie ustawy.
16. Sąd Najwyższy Terytoriów Północno-Zachodnich, może przestać działać w prowincji, jeśli prowincjonalny sąd najwyższy zostanie utworzony.
17. Paragraf 93 Ustawy o Ameryce Brytyjskiej pozostaje w mocy, z tym że przyznaje się Kościołowi katolickiemu prawo do organizacji oddzielnego systemu szkolnego.
18. Subsydia federalne obliczane na podstawie populacji prowincji.
19. Dodatkowe doroczne subsydia wysokości 405 375 tysięcy dolarów.
20. Odpłatność za używanie prowincjonalnych nieruchomości przez rząd federalny.
21. Wszystkie ziemie państwowe, kopalnie i złoża mineralne pozostają własnością rządu federalnego.
22. Aktywa Terytoriów Północno-Zachodnich równo podzielone pomiędzy prowincje Alberta i Saskatchewan.
23. Zabezpiecza prawa Kompanii zatoki Hudsona zgodnie z ustaleniami zawartymi pomiędzy Kompanią a Rządem Federalnym (Deed od Surrender).
24. Prowizjum na budowę Kolei Transkanadyjskiej.
25. Ustawa wchodzi w życie 1 września 1905.

 Zapoznaj się z zastrzeżeniami dotyczącymi pojęć prawnych w Wikipedii.